# Монастырский приказ
Монасты́рский прика́з — один из приказов Русского царства, в соответствии с 13-й главой Соборного уложения 1649 года, высший центральный судебный орган для духовенства в Московском государстве от митрополитов до церковных причётников, а также населения церковных вотчин. 
Был закрыт царским указом 19 (29) декабря 1677, восстановлен 24 января (4 февраля) 1701 года Петром I, окончательно упразднён Именным указом от 14 (25) января 1725 года, будучи преобразован в Камер-контору Святейшего синода.

## История создания
Монастырский приказ и Переносных дел Приказ упоминаются в записных книгах в 1628, 1629 и 1670 годах. С 1653 года называется Монастырский приказ. Под этим названием приказ просуществовал до 1677 года.
До половины XVII века церковь, как корпорация, за немногими исключениями, пользовалась полной автономией. Развитие государственной централизации вступало в противоречие с таким положением вещей. Необходимость изыскания финансовых средств для покрытия государственных расходов вызывала стремление к ограничению церковных привилегий, прежде всего вотчинного землевладения монастырей и архиерейских домов, в XV — XVI векахВ XVII веке оно выразилось в ограничении церковного суда в Уложении 1649 года.
При Патриархе Филарете в 1620-е годы были учреждены Патриаршие приказы: Разрядный, Дворцовый, Казённый. Ранее функции, вменённые приказам, как простые поручения исполняли Патриаршие чиновники. Учреждённый Уложением 1649 года Монастырский приказ стоял вне органов церковного управления, а потому вызывал недовольство духовенства. Исключение по судебным делам было сделано только для Патриарха, его чиновников и людей, живших в Патриарших владениях.

### Судьи Монастырского приказа
- 29.02.1652-03.03.1655 окольничий, князь Иван Андреевич Хилков;
- 07.05.1655-06.03.1657 окольничий, князь Даниил Степанович Великого-Гагин;
- 17.04.1657-14.11.1664 окольничий Иван Фёдорович Стрешнев;
- 29 января - 7 марта 1665 думный дворянин Иван Афанасьевич Прончищев;
- 3 октября - 11 ноября 1665 окольничий, князь Иван Петрович Барятинский;
- 1666 - боярин князь И. А. Хилков;
- 11.09.1666-16.02.1668 окольничий князь Дмитрий Алексеевич Долгорукий;
- 16.02.1668-17.03.1676 думный дворянин Семён Иванович Заборовский;
- 19.04.1676-19.12.1677 окольничий Иван Севастьянович Хитрово;

В 1677 году Фёдор Алексеевич упразднил Монастырский приказ, передав его дела Приказу Большого Дворца, а финансовые дела Приказу Новой чети.
В 1701 году Пётр I восстановил Монастырский приказ, и поручил патриаршие, архиерейские и монастырские дела боярину И. А. Мусину-Пушкину (руководил приказом до своего избрания сенатором в 1715 г.). После него судьёй приказа стал князь Пётр Иванович Прозоровский. 

## Фактическая роль
Согласно Уложению 1649 года, Монастырский приказ должен был быть только судебным органом, но фактически он исполнял функции финансовые, административные и полицейские по церковным делам; осуществлял сбор денежных средств с церковных имений.
Патриарх Никон был непримиримым противником и критиком Монастырского приказа, что явилось одной из сущностных причин его конфликта с царём Алексеем Михайловичем.